# Sankta Birgittas kapell, Skövde
Sankta Birgittas kapell och krematorium är en kyrkobyggnad i Skövde kommun. Den tillhör Skövde församling i Skara stift.
Kapellet ligger mitt emellan två forntida gravar på Sankta Birgittas kyrkogård, en sexton hektar stor gräskyrkogård nedanför Billingens östsida. Kyrkogården, som togs i bruk 1949, är Skövdes största. Landskapskyrkogården gestaltades 1946-1947 av arkitekten Sven Ivar Lind.

## Byggnaden
Planeringen av ett begravningskapell inleddes redan 1937 av Gunnar Asplund och när han 1940 avled fortsattes planerna av Sven Ivar Lind. Bygget drog dock ut på tiden, inte minst på grund av andra världskriget, men 1962 kunde slutligen kapellet invigas. 
Byggnaden är åttakantig och uppförd av tuktad kalksten med varierande skifthöjder och har ett brant, valmat skiffertak. De ut- och invändiga väggarna är lika. Mittgång med fristående bordsaltare. Kapellet har byggts om och till flera gånger, senast 1997 då krematoriedelen byggdes ut och moderniserades. I kapellet sker de flesta av begravningsgudstjänsterna i staden.
Klockstapel av trä.

## Inventarier
- Vinröd altargobeläng utförd av Alf Munthe.